# André Pirro
André Pirro, nato André Gabriel Edmé Pirro (Saint-Dizier, 12 febbraio 1869 – Parigi, 11 novembre 1943), è stato un organista e musicologo francese.

## Biografia
Iniziò lo studio dell'organo con suo padre, Jean Pirro. Si trasferì quindi a Parigi dove fu organista e maestro di cappella al Collège Stanislas. Successivamente si perfezionò con César Franck e Charles-Marie Widor ed entrò presso la Schola Cantorum dove insegnò storia della musica.
Fu organista al Cavaillé-Coll di Saint-Jean-Baptiste de Belleville dal 1900 al 1904.
Si laureò alla Sorbonne con la tesi: l'Esthétique de Bach, pubblicata a Parigi nel 1907, seguita, nello stesso anno, dalla tesi complementare: Descartes de la musique (compte-rendu in Le Ménestrel, 1907).
Iniziò ad insegnare alla Sorbonne nel 1912, fu conferenziere dal 1927 e quindi professore ordinario dal 1930. Succedette a Romain Rolland nella cattedra di storia della musica nel 1937, incarico che mantenne fino alla pensione.
Ebbe come allievi Yvonne Rokseth, Vladimir Fëdorov, Dragan Plamenac, Armand Machabey, Geneviève Thibault, comtesse de Chambure, Marc Pincherle, Jacques Chailley, Eugénie Droz.
Con il suo lavoro sempre documentato, ha rinnovato molti argomenti legati alla musica del XV e XVI secolo, a quella di Bach e per organo. Il suo libro Le Clavecinistes ha consentito la riscoperta del clavicembalo e dei compositori che avevano composto opere per lo strumento.

## Saggi
- L'orgue de Jean-Sébastien Bach (Paris, 1895),
- 14 notices biographiques pour les Archives des maîtres de l'orgue de Guilmant (Paris, 1897-1910),
- Jean-Sébastien Bach (Paris, 1906),
- L'Esthétique de Jean-Sébastien Bach (Paris, 1907),
- Dietrich Buxtehude (Paris, 1911),
- Schütz (Paris, 1913),
- Jean-Sébastien Bach, auteur comique (Madrid, 1915),
- Les Clavecinistes : étude critique (Paris, 1924),
- La Musique à Paris sous le règne de Charles VI, 1380-1422 (Strasbourg, 1930),
- La Musique française du Moyen Âge à la Révolution (Paris, 1940),
- Histoire de la Musique de la fin du XI à la fin du XVI siècle (Paris, 1940)